# 入江禎
入江 禎（いりえ ただし、1944年12月9日 - ）は、日本のヤクザ。大阪府に本部を置く暴力団・二代目宅見組組長。
神戸山口組に在籍していた際は、組長に次ぐ立場の副組長のポストにあった。なお、六代目山口組時代は最高幹部の一役にあたる『総本部長』や『舎弟頭』を歴任した。

## 来歴
1944年（昭和19年）、愛媛県宇和島市に出生。高校を中退後、賭場への出入りを繰り返す内、暴力団員となる。
1997年（平成9年）に初代宅見組組長・宅見勝が五代目山口組中野会により暗殺されると、同組織の首領の座を継承。同時に上部団体にあたる五代目山口組の直参となった。そして司忍率いる六代目体制の発足と同時に六代目山口組『総本部長』に就任。以降の六代目山口組にあって、若頭の高山清司に次ぐ第三の有力者と目されてきた。
高山清司の逮捕からわずか2週間後の2010年（平成22年）12月1日、暴力団対策法違反容疑で大阪府警に逮捕された。
宅見勝射殺の絡みで対立関係にあった中野会の若頭を射殺したとする殺人罪で服役していた組員がおり、これはその組員の家族に現金を渡したとする『賞揚等禁止命令違反容疑』からの逮捕であった。
司忍が服役中、そして髙山清司も収監中という時期の逮捕であり、一時的ではあったにせよ、これにて山口組の『トップ3』が一時的に不在という異例の事態となった。
翌2011年の3月に有罪が確定。懲役10ヶ月、執行猶予3年とされた。
2013年（平成25年）、8年余り在任していた六代目山口組の総本部長職を辞任し、舎弟頭となった。

### 神戸山口組移籍後
2015年（平成27年）8月27日、六代目山口組を離脱し、井上邦雄（六代目山口組若頭補佐・四代目山健組組長）や寺岡修（同組舎弟・俠友会会長）ら十数名と共に新組織・神戸山口組を結成。入江は副組長に就任する。また、同日付で、六代目山口組より絶縁処分を受けている。
2022年8月午前2時45分ごろ、名古屋市中村区の無職男26歳（六代目山口組三代目弘道会稲葉地一家組員（半グレ「アビスグループ」元幹部））が、入江禎組長の豊中市の自宅に車をバックで突っ込み、木製の門戸を損壊した。同日午前4時5分ごろ、入江禎組長の自宅に車が突っ込んだ状態で止まっているのを、パトカーで巡回中の警察官が発見。約1時間後に、豊中南署員が豊中市内の路上を歩いている無職男26歳容疑者を見つけ、大阪府警捜査4課は逮捕した。入江禎組長は在宅中だったが怪我はなかった。
神戸山口組を離脱
2022年（令和4年）9月21日、二代目宅見組は神戸山口組を脱退し独立組織となる。
2022年（令和4年）10月5日付で神戸山口組より除籍となる。
2025年2月大阪地方裁判所は入江禎組長の豊中市の自宅（土地と建物）を強制競売の手続き開始し差し押さえた。1審京都地方裁判所は神戸山口組宅見組系組長（当時）による暴力団の威力を利用した資金獲得行為と認定し、暴力団対策法に基づく代表者責任として、入江禎組長（当時 神戸山口組副組長）らに連帯して約2億7千万円を賠償するよう命じた。高等裁判所は1審判決を支持、入江禎組長側はこれを不服として上告受理を申し立てているが、判決確定後も賠償金の支払いがなければ強制退去となる可能性がある。これに井上邦雄組長も連帯して神戸地方裁判所が2025年1月に競売に向けた手続き開始決定し自宅（土地と建物）を差し押さえられている。
六代目山口組が抗争終了宣言
2025年4月7日午後1時、兵庫県警本部を六代目山口組の森尾卯太男本部長、津田力若頭補佐、安東美樹若頭補佐の3人が訪問し、以下の宣誓文を提出し、六代目山口組側は抗争終結を宣言した。「この度は全国の任侠団体の申し出により山口組は処分者の井上、入江、池田、岡本、宮下との抗争を終結する事にしました。尚、山健組処分者の織田とも今後一切揉める事はしません。一般の市民にはご迷惑お掛けしました。高山清司 執行部一同」。

## 法規命令
- 2013年12月19日、米財務省は、IRIE,Tadashiを国外の著しい犯罪組織とその支持者であるとして、国際緊急経済権限法・大統領令13581号に基づき、米国司法権の及ぶ範囲の資産凍結、米国民との取引禁止させる制裁対象とした[4]。